# Rivadavia (San Juan)
Rivadavia o Ciudad de Rivadavia es un espacio urbano ubicado al este del departamento homónimo, en el centro sur de la provincia de San Juan, al noroeste del valle del Tulum, aproximadamente en el centro oeste de Argentina. Dista a no más de 7 km, en dirección oeste, del área central de la ciudad de San Juan, con la que presenta un continuo urbano formando parte del aglomerado urbano del Gran San Juan. 
Es ciudad cabecera y sede de autoridades gubernamentales del departamento Rivadavia. Dentro de sus límites se sitúa el edificio municipal así como la policía y uno de los más importante centros de salud del Gran San Juan, el Hospital Marcial Quiroga.
Rivadavia, mediante la aprobación de la Ley Provincial N.º 6343 del 8 de julio de 1993, fue declarada ciudad así como se establecieron sus respectivos límites.

## Historia
Los antecedentes de la localidad de Rivadavia surgen como consecuencia de la creación del municipio (departamento Rivadavia) en año 1908, puesto que un año más tarde, un decreto del Poder Ejecutivo de la Provincia de San Juan autoriza la fundación de una villa para que oficie como sede del municipio.
En el año 1928 se sanciona una nueva ley de Régimen Municipal, decía que incluía a Rivadavia dentro del actual departamento Capital. El 7 de marzo de 1935, durante la gobernación de Juan Maurín, en una nueva legislación sobre el tema reaparece independientemente dicho departamento.
Recién el 19 de septiembre de 1942, Rivadavia se convirtió en uno de los 19 departamentos de la provincia, con villa cabecera del mismo nombre, surgiendo así Rivadavia.
La Ley N.º 6343 sancionada el 8 de julio de 1993 declara a Rivadavia "ciudad". De esta forma se crea la Ciudad de Rivadavia con los límites mencionados en el apartado siguiente.

## Geografía
Rivadavia se emplaza en una depresión tectónica rellenada con sedimentos cuaternarios de origen aluvional rodeada por macizos paleozoicos, al oeste, y precámbricos, al este, (Valle del Tulum). La misma está atravesada por un curso hídrico superficial permanente (Río San Juan), producto de la fusión nival del macizo Andino.
Los macizos o cuerpos montañosos actúan como barreras frente a avance de frentes nubosos, sumado al importante distanciamiento que existe con el océano el clima de Rivadavia es seco con precipitaciones que no superan los 100 mm anuales. Mientras que teniendo en cuenta la latitud a la que se sitúa, este espacio urbano es templado.
Rivadavia, si bien fue declarada "ciudad", no es una ciudad, sino que es parte y consecuencia de la extensión de la Ciudad de San Juan o el denominado aglomerado urbano del Gran San Juan. Es una ciudad que ha surgido a partir de una iniciativa política con el objetivo organizar administrativamente el nombrado aglomerado. La misma no posee un centro nodal (Distrito central de negocios) donde confluyan flujos desde diferentes puntos cardinales puesto que está ligada, comercial, financiera, social y culturalmente al área central de la Ciudad de San Juan.

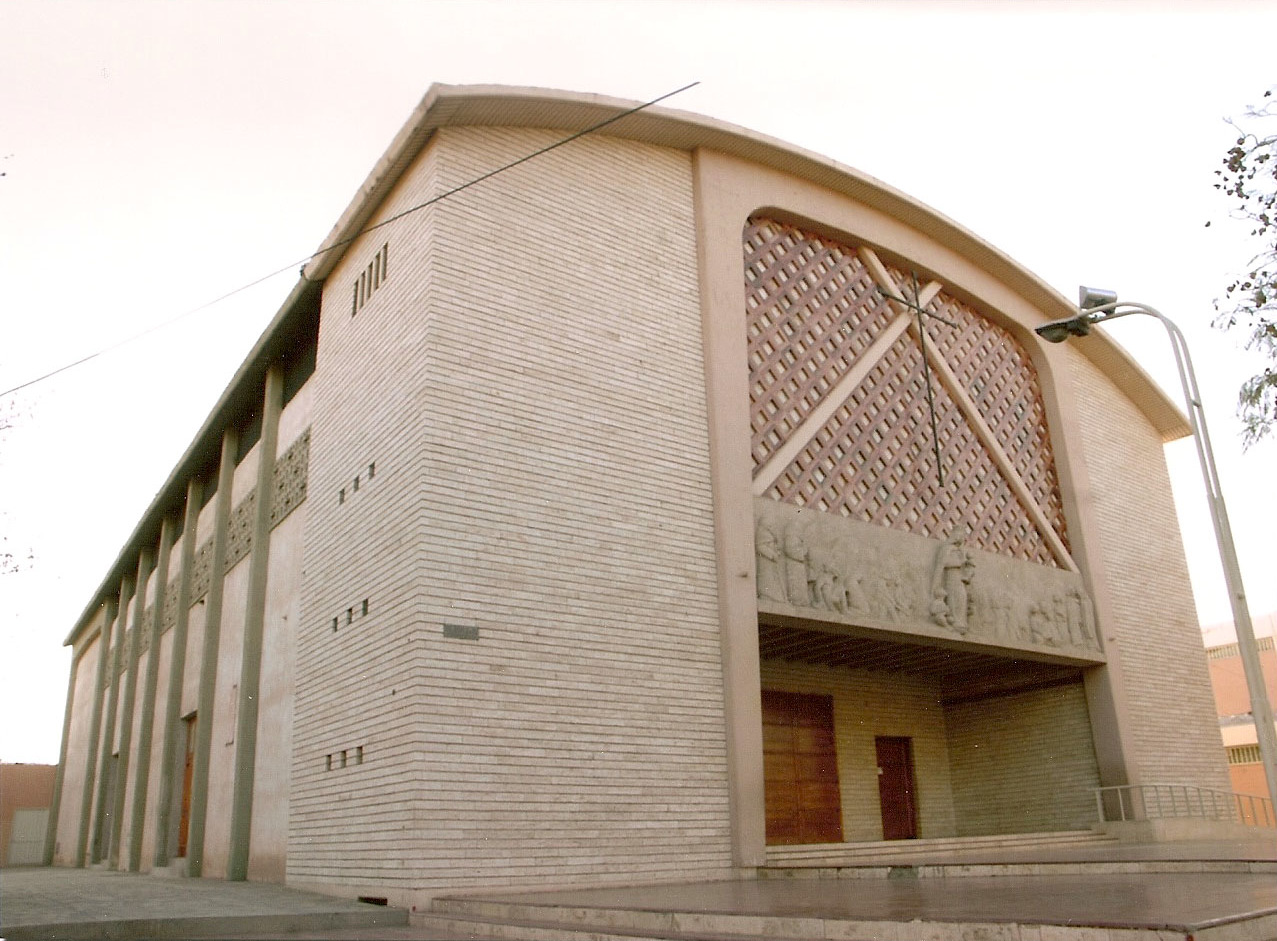
Basílica Nuestra Señora de los Desamparados, Iglesia Católica matriz de Rivadavia.

El plano de Rivadavia, es decir la disposición calles y avenidas, no ha seguido ordenamiento alguno, sino que el mismo se sido construido a partir del trazado de Rutas Provinciales y el mercado inmobiliario mediante la construcción de barrios y villas de la mano de empresas de carácter privado y el estado provincial y nacional. El equipamiento institucional con que se organiza y gestiona el departamento Rivadavia, ya sea edificio municipal, destacamento policial e institución religiosa matriz, no se localiza en forma tradicional, es decir alrededor de un espacio verde (plaza) en plano damero, sino que se ubican en forma lineal y distanciada sobre la Avenida Lib. Gral. San Martín. La plaza o espacio verde principal lleva el nombre de "Plaza Madre Universal" ocupa la mitad de una cuadra (manzana) y no es circundada por cuatro calles sino que nada más que dos. La institución religiosa matriz, pertenece a la Religión Católica y posee la categoría de basílica y rinde homenaje a Nuestra señora de los Desamparados. El edificio Municipal y el destacamento policial son las únicas instituciones que se encuentran juntas. Otra institución que se destaca en Rivadavia es el Hospital Marcial Quiroga, uno de los principales centros de salud pública del Gran San Juan.
Entre los usos de suelo prima el residencial en forma zonal, se destaca el comercial, que espacialmente, se distribuye en forma lineal sobre las principales vías de comunicación, mientras que el industrial es muy escaso. En el uso educativo, hay que destacar que en Rivadavia se ubica la Universidad Católica de Cuyo y tres de las cinco facultades que conforman a la Universidad Nacional de San Juan constituyendo un complejo universitario denominado: Complejo Universitario Islas Malvnas. Ambas unidades académicas son las únicas universidades de la Provincia de San Juan

### Límites
La Ciudad de Rivadavia ocupa la zona este del departamento homónimo. Los límites están dados por calles y avenidas así como los establecidos para el departamento Rivadavia en el año 1942.
Los límites son:
- Al norte: Avenida Benavidez entre Avenida Paula A. de Sarmiento y Calle Rastreador Calivar.
- Al sur: Calle República del Líbano entre Avenida Paula A. de Sarmiento e Calle Hipólito Yrigoyen; Calle Hipólito Yrigoyen entre Calle República del Líbano y Calle Comandante Cabot; Calle Comandante Cabot entre Calle Hipólito Yrigoyen y Calle Meglioli; Calle Meglioli entre Calle Comandante Cabot y Avenida José I. de la Roza; Avenida José I. de la Roza entre Calle Meglioli y Calle Pelegrini.
- Al este: Avenida Paula A. de Sarmiento entre Avenida Benavidez y Calle Sargento Cabral; Calle Sargento Cabral entre Avenida Paula A. de Sarmiento y Calle Fray J. Sta. María de Oro; Calle Fray J. Sta. María de Oro entre Calle Sargento Cabral y Avenida Lib. Gral. San Martín; Avenida Lib. Gral. San Martín entre Calle Fray J. Sta. María de Oro y Calle Hipólito Yrigoyen; Calle Hipólito Yrigoyen entre Avenida Lib. Gral. San Martín y Calle Arenales; Calle Arenales entre Calle Hipólito Yrigoyen y Calle Victoria; Calle Victoria entre Calle Arenales y Calle Morales; Calle Morales entre Calle Victoria y Avenida Paula A. de Sarmiento; Avenida Paula A. de Sarmiento entre Calle Morales y Calle República del Líbano.
- Al oeste: Calle Pelegrini entre Avenida José I. de la Roza y Avenida Lib. Gral. San Martín; Avenida Lib. Gral. San Martín entre Calle Pelegrini y Calle Sargento Cabral; Calle Sargento Cabral entre Avenida Lib. Gral. San Martín y Calle Rastreador Calivar; Calle Rastreador Calivar entre Calle Sargento Cabral y Avenida Benavidez.

### Sismicidad
La sismicidad del área de Cuyo (centro oeste de Argentina) es frecuente y de intensidad baja, y un silencio sísmico de terremotos medios a graves cada 20 años en distintas áreas aleatorias.

### Terremoto de Caucete 1977
El 23 de noviembre de 1977, Caucete fue asolada por un terremoto y que dejó como saldo lamentable algunas víctimas, y un porcentaje importante de daños materiales en edificaciones.
El Día de la Defensa Civil fue asignado por un decreto recordando el sismo que destruyó la ciudad de Caucete el 23 de noviembre de 1977.
- Escala de Richter: 7,4
- 65 víctimas mortales
- 284 víctimas heridas
- más de 40.000 víctimas sin hogar. No quedaron registros de fallas en tierra, y lo más notable efecto del terremoto fue la extensa área de licuefacción (posiblemente miles de km²).

El efecto más dramático de la licuefacción se observó en la ciudad, a 70 km del epicentro: se vieron grandes cantidades de arena en las fisuras de hasta 1 m de ancho y más de 2 m de profundidad. En algunas de las casas sobre esas fisuras, el terreno quedó cubierto de más de 1 dm de arena.

#### Sismo de 1861
Aunque dicha actividad geológica ocurre desde épocas prehistóricas, el terremoto del 20 de marzo de 1861 señaló un hito importante dentro de la historia de eventos sísmicos argentinos ya que fue el más fuerte registrado y documentado en el país. A partir del mismo la política de los sucesivos gobiernos mendocinos y municipales han ido extremando cuidados y restringiendo los códigos de construcción. Pero solo con el terremoto de San Juan de 1944 del 15 de enero de 1944 (81 años) el gobierno sanjuanino tomó estado de la enorme gravedad sísmica de la región.

## Población
Contaba con 4 habitantes (Indec, 2001), lo que representa un incremento del 35,1% frente a los 56,224 habitantes (Indec, 1991) del censo anterior. Esta magnitud la sitúa como el tercer componente del Gran San Juan.

## Transporte
El transporte público de pasajeros, está constituido por varias líneas de buses (colectivos) señaladas por números y letras. Estas líneas unen a la ciudad con los demás distritos del departamento Rivadavia y las otras ciudades del Gran San Juan, ya que esta ciudad recibe a pasajeros de toda la provincia por tener las instalaciones del Hospital Marcial Quiroga.

## Parroquias de la Iglesia católica en Rivadavia
| Arquidiócesis | San Juan de Cuyo |
| ------------- | --- |
| Parroquias    | El Divino Salvador, María Madre de Dios, Basílica Nuestra Señora de los Desamparados, Nuestra Señora de Andacollo (en La Bebida), Sagrado Corazón de Jesús (en Marquesado) |